# プフォルツハイム大学
プフォルツハイム大学(Hochschule Pforzheim)はドイツ・バーデン＝ヴュルテンベルク州の都市プフォルツハイムに設置されている応用科学大学である。

## 学科

### SCHOOL OF DESIGN（デザイン学部）
- Industrial Design（インダストリアルデザイン）
- Transportation Design（輸送機器デザイン）
- Fashion Design（服飾デザイン）
- Visual Communication（ヴィジュアルデザイン）
- Jewellery and Objects in everyday culture（ジュエリーデザイン）

### SCHOOL OF ENGINEERING（工学部）
- Electrical and Information Engineering（電子情報工学）
- Mechanical Engineering（機械工学）
- Computer Engineering（コンピューター工学）
- Industrial Engineering（工業工学）

### BUSINESS SCHOOL（経営学部）
- Control, Finance and Accounting（コントロール、財政、および会計学）
- Procurement and Logistics（調達とロジスティクス）
- International Business（国際ビジネス）
- International Marketing（国際マーケティング）
- Marketing（マーケティング）
- Markeitng Research（マーケティング研究）
- Human Ressources Management（ヒューマンリソースマネージメント）
- Taxation and Auditing（課税と監査）
- Advertising（広告）
- Information Systems Business Law（情報システムビジネス法）

## 出身者
- ダニエル・サイモン(コズミックモーターズを出版し有名になったコンセプトデザイナー)